# اوهارا
اوهارا (انگلیسی: Ohara) شرکت سرامیک ژاپنی است، که در سال ۱۹۳۵ تأسیس شد.